# Де Кампс, Юри
Юри де Кампс (нидерл. Joeri de Kamps; род. 10 февраля 1992, Амстердам) — нидерландский футболист, полузащитник греческого «Волоса».

## Клубная карьера
В детстве занимался футболом в клубах «Ватерграфсмер» и «Димен». D 2000 году попал в академию амстердамского «Аякса». В апреле 2011 года подписал с клубом первый профессиональный контракт, рассчитанный на два года. Выступал за резервную команду «Йонг Аякс». В сентябре 2013 года на правах аренды отправился в «Херенвен». В его составе 21 сентября в матче с «Родой» дебютировал в чемпионате Нидерландов, появившись на поле в конце второго тайма. В 2014—2015 годах выступал за «НАК Бреда».
В январе 2016 года перешёл в словацкий «Слован» из Братиславы, с которым подписал соглашение, рассчитанное на три года. В словацком чемпионате впервые сыграл 27 февраля в гостевом поединке с клубом «Тренчин». За семь сезонов в клубе принял участие в 191 матче за клуб в чемпионате, кубке страны и еврокубках, в которых забил пять мячей. В составе «Слована» по три раза становился чемпионом и серебряным призёром чемпионата Словакии, четыре раза выигрывал кубок Словакии. В первой половине 2022 года на правах аренды выступал за «Спарту» из Роттердама.
В августе 2022 года подписал двухлетний контракт с польской «Лехией». В чемпионате Польши провёл 10 матчей. В июле следующего года перебрался в шведский «Сириус», с которым заключил контракт до конца сезона. 31 июля в матче с АИК дебютировал в Алльсвенскане, появившись на поле в стартовом составе. После окончания контракта покинул команду, присоединившись к греческому «Волосу».

## Достижения
Слован:
- Чемпион Словакии (3): 2018/19, 2019/20, 2020/21
- Серебряный призёр чемпионата Словакии (3): 2015/16, 2016/17, 2017/18
- Обладатель кубка Словакии (4): 2016/17, 2017/18, 2019/20, 2020/21
- Финалист кубка Словакии: 2015/16